# Sui géneris
Sui géneris (también suigéneris; hispanización de sui generis) es una locución adverbial procedente del latín que significa 'de su propio género o especie', y que se usa en español para denotar que aquello a lo que se aplica es de un género o especie muy singular y excepcional —único, sin igual, inclasificable e incomparable—. El término fue creado por la filosofía escolástica para indicar una idea, una entidad o una realidad que no puede ser incluida en un concepto más amplio, es decir, que se trata de algo único en su tipo.